# Grindelia
Grindelia és un gènere de plantes asteràcies són plantes natives d'Amèrica G. robusta té propietats medicinals. El gènere té 61 espècies.

## Espècies acceptades
- Grindelia adenodonta (Steyerm.) G.L.Neso
- Grindelia aegialitis Cabrera
- Grindelia aggregata Steyerm.
- Grindelia andina (Phil.) Phil.
- Grindelia anethifolia (Phil.) A. Bartoli & Tortosa
- Grindelia arizonica A.Gray
- Grindelia boliviana Rusby
- Grindelia brachystephana Griseb.
- Grindelia buphthalmoides DC.
- Grindelia cabrerae Ariza
- Grindelia camporu Greene
- Grindelia chacoensis A. Bartoli & Tortosa
- Grindelia chiloensis (Cornel.) Cabrera
- Grindelia ciliata (Nutt.) Spreng.
- Grindelia confusa Steyerm.
- Grindelia coronensis A.Bartoli & R.D.Tortosa
- Grindelia covasii A.Bartoli & R.D.Tortosa
- Grindelia decumbens Greene
- Grindelia eligulata (Steyerm.) G.L.Neso
- Grindelia fraxinipratensis Revea& Beatley
- Grindelia fruticosa Duna
- Grindelia globularifolia Griseb.
- Grindelia glutinosa (Cav.) Mart.
- Grindelia grandiflora Hook.
- Grindelia greenmanii Steyerm.
- Grindelia havardii Steyerm.
- Grindelia hintonioru G.L.Neso
- Grindelia hirsutula Hook. & Arn.
- Grindelia howellii Steyerm.
- Grindelia integrifolia DC.
- Grindelia inuloides Willd.
- Grindelia lanceolata Nutt.
- Grindelia linearifolia A. Bartoli, Tortosa & Marchesi
- Grindelia macvaughii G.L.Neso
- Grindelia mendocina A.Bartoli & Tortosa
- Grindelia microcephala DC.
- Grindelia nelsonii Steyerm.
- Grindelia oaxacana G.L.Neso
- Grindelia obovatifolia S.F.Blake
- Grindelia oolepis S.F.Blake
- Grindelia orientalis A.Bartoli, R.D.Tortosa & G.H.Rua
- Grindelia oxylepis Greene
- Grindelia palmeri Steyerm.
- Grindelia patagonica Bartoli & Tortosa
- Grindelia prostrata Bartoli & Tortosa
- Grindelia prunelloides (Poepp. ex Less.) A. Bartoli & Tortosa
- Grindelia puberula Hook. & Arn.
- Grindelia pulchella Duna
- Grindelia pusilla (Steyerm.) G.L.Neso
- Grindelia pygmaea Cabrera
- Grindelia ragonesei Cabrera
- Grindelia robinsonii Steyerm.
- Grindelia robusta Nutt.
- Grindelia rupestris A.Bartoli, R.D.Tortosa & E.Marchesi
- Grindelia scabra Greene
- Grindelia scorzonerifolia Hook. & Arn.
- Grindelia squarrosa (Pursh) Duna
- Grindelia subalpina Greene
- Grindelia subdecurrens DC.
- Grindelia sublanuginosa Steyerm.
- Grindelia tarapacana Phil.
- Grindelia tehuelches (Speg.) Cabrera
- Grindelia tenella Steyerm.
- Grindelia turneri G.L.Neso
- Grindelia ventanensis A.Bartoli & R.D.Tortosa
- Grindelia vetimontis G.L.Neso
- Grindelia villarrealii G.L.Neso